# Amd (huyện)
Huyện Amd là một huyện thuộc tỉnh Hadramawt, Yemen. Đến thời điểm năm 2003, huyện này có dân số 20052 người